# Encotyllabe lintoni
Encotyllabe lintoni är en plattmaskart. Encotyllabe lintoni ingår i släktet Encotyllabe och familjen Capsalidae. Inga underarter finns listade i Catalogue of Life.